# Pierre Brochand
Ne doit pas être confondu avec Pierre Brochant, l'un des protagonistes du film Le Dîner de cons
Pour les articles homonymes, voir Brochand.
Pierre Brochand, né le 4 juillet 1941 à Cannes, est un haut fonctionnaire français et directeur général de la direction générale de la Sécurité extérieure (DGSE) de 2002 à 2008.

## Jeunesse et études
Son père, Paul Brochand, était expert comptable. Son grand-père, Julien Messac, était directeur des Dames de France. Il est le frère de Bernard Brochand, publicitaire et député-maire Union pour un mouvement populaire (UMP) de Cannes dans les Alpes-Maritimes.
Pierre Brochand est diplômé de l'École des hautes études commerciales de Paris (HEC, promotion 1962), puis de l'École nationale d'administration (ENA), promotion « Turgot » (1968).

## Carrière
Pierre Brochand devient administrateur civil à sa sortie de l'ENA. En 1971, il est nommé premier secrétaire puis conseiller à l'ambassade de France à Saïgon, poste qu'il occupe jusqu'à 1975. Il reste dans la sphère asiatique en étant conseiller à l'ambassade à Bangkok de 1975 à 1979.
En 1979, Pierre Brochand est nommé consul général de France à San Francisco, poste qu'il conserve jusqu'à 1982. Il revient au ministère en tant que sous-directeur des affaires étrangères, bureau Asie et Océanie. En 1985, il devient représentant permanent adjoint de la France auprès de l'ONU à New York.
En 1989, Pierre Brochand devient ambassadeur de France, d'abord en Hongrie, puis Israël en 1993. En 1995, il obtient le poste de Directeur général des relations culturelles, scientifiques et techniques, au ministère des Affaires étrangères, et est président du conseil d'administration de l'Agence pour l'enseignement français à l'étranger.
Il retourne en ambassade en 1999, en tant qu'ambassadeur de France au Portugal. Il conserve ce poste quatre ans, avant d'être nommé, le 25 juillet 2002, directeur général de la DGSE à la place de Jean-Claude Cousseran. Il quitte ce poste en 2008.

## Prises de position
En juillet 2019, lors d'une table ronde de la fondation Res Publica, il exprime sa crainte de l'avènement d'une guerre civile due à l'immigration incontrôlée[réf. nécessaire].
En décembre 2021, Europe 1 le présente comme un soutien d'Éric Zemmour, participant aux réunions de création de son programme. Il déclare pour sa part : « Je ne veux pas qu'on me classe politiquement. Je n'ai jamais appartenu à un parti, je n'ai jamais été rattaché à une personne. » Depuis 2019, les deux hommes sont cependant en contact quotidien, ayant été présentés l’un à l’autre par un membre de l’équipe d’Éric Zemmour. Celui-ci relaie régulièrement les prises de position anti-immigration de l’ancien diplomate.
En novembre 2022, dans un discours à l'Amicale gaulliste du Sénat, il résume les enjeux d'une immigration incontrôlée et propose des solutions.
En juillet 2023, à la suite des récentes émeutes consécutives à la mort de Nahel Merzouk, Pierre Brochand livre un entretien dans Le Figaro. L'ancien directeur de la DGSE dénonce une fois de plus la politique migratoire et déclare notamment : « Si nous en sommes là, c’est à cause d’une immigration de peuplement massive […] le pronostic vital du pays est engagé. »

## Distinctions
- Officier de la Légion d'honneur (2005)[10]
- Commandeur de l'ordre national du Mérite[11] ; chevalier du 11 mai 1968[12]
- Commandeur de l'ordre du Mérite maritime (2005) ; officier en 1992[12]
- Grand-croix de l'ordre de l'Infant Dom Henri
- Il est élevé à la dignité d'ambassadeur de France en 2003.